# 阿拔萨
阿拔萨(Abbasa)(约公元765-803年之后死亡)是一名阿拔斯王朝宗室女。
哈伦·拉希德对阿拔萨痴迷，然而，因他们是同父异母的兄妹而感到困扰。为了让阿拔萨留在自己的身边，他把妹妹许配给了贾法尔·伊本·叶海亚。这次婚姻本来是一场设计，然而阿拔萨却爱上了她被安排的丈夫。一晚，一个女奴被派往贾法尔的寝室，而阿拔萨代替了那個女奴一晚，她的丈夫感到惊讶。阿拔萨怀孕后并生下了两个男孩。孩子可能是在麦加出生。哈里发哈伦最终发现了此事，他处死了贾法尔。阿拔萨可能被杀，或者流放。

## 家庭
- 父母：哈里发马赫迪和妃子拉希姆（Rahim）
  - 同父异母兄弟：阿尔·哈迪；哈伦·拉希德；Ulayya；Ibrahim ibn al-Mahdi